# Ti11
Ti11 – polskie oznaczenie na PKP austriackiego parowozu towarowego serii kkStB 260 (KFNB VIII) o układzie osi 1'C. Parowóz wykorzystywał parę nasyconą i silnik sprzężony. Zbudowano 221 lokomotyw tej serii, z czego w okresie międzywojennym na PKP pracowały 63 maszyny, a po wojnie 11. 

## Historia
Parowóz został skonstruowany w fabryce Wiener Neustädter Lokomotivfabrik (WNL) na zamówienie austriackiej Kolei Północnej Cesarza Ferdynanda (KFNB), która potrzebowała silniejszej lokomotywy towarowej niż używane dotąd lokomotywy serii Ve o układzie osi C. Dla porównania charakterystyk, fabryka wyprodukowała w 1893 roku dwie serie lokomotyw różniące się rozwiązaniem silnika: 6 sztuk z silnikiem sprzężonym (numery na kolei KFNB 525 - 530) i 6 sztuk z silnikiem bliźniaczym (numery 531–536). Po próbach zaakceptowano do produkcji model z silnikiem sprzężonym i rozpoczęto ich wytwarzanie w czterech fabrykach: WNL, StEG, Lokomotivfabrik Floridsdorf (WLF) i BMM. Łącznie z pierwszymi seriami, do 1908 wyprodukowano 221 sztuk, przez co były najliczniejszą serią lokomotyw kolei KFNB. Nosiły oryginalnie na kolei numery od 525 do 745.
Po przejęciu kolei KFNB przez Cesarsko-Królewskie Koleje Państwowe (kkStB) zostały one oznaczone jako seria 260 (numery 260.01 do 260.06 dla lokomotyw z silnikiem bliźniaczym i 260.11 do 260.225 dla pozostałych).
Podczas I wojny światowej 3 lokomotywy zostały utracone.

## Służba po I wojnie światowej
Po I wojnie światowej austro-węgierskie lokomotywy zostały rozdzielone pomiędzy nowo powstałe państwa. Jedynie 27 lokomotyw pozostało na Kolejach Austriackich (BBÖ). Większość wycofano w latach 30., pozostałe zostały po anschlussie wcielone do kolei niemieckich jako seria 54¹, z numerami 54 101 do 54 107.
Do Polski trafiło ogółem prawie 70 tych lokomotyw, lecz ostatecznie na Polskich Kolejach Państwowych służyło ich 63, oznaczonych jako seria Ti11 (numery Ti11-1 do Ti11-63). Część została podczas II wojny światowej przejęta przez Niemcy (zaliczone do serii 54¹, numery 54 141 do 54 167) lub ZSRR, gdzie służyły z oryginalnymi nazwami zapisanymi cyrylicą (Tи11). Po wojnie na PKP powróciło z różnych źródeł 11 lokomotyw, które służyły pod nowymi numerami Ti11-1 do Ti11-11 do 1953 roku. Dalsze 7 lokomotyw, które powróciły do Polski w latach 1949–1955, m.in. z Jugosławii i NRD, nie weszły już na inwentarz PKP.
Najwięcej – 123 lokomotywy – znalazły się po I wojnie świotowej w Czechosłowacji, z czego 122 weszło do eksploatacji na kolejach ČSD, otrzymując oznaczenie jako seria 333.1 (numery 333.101 do 105 dla lokomotyw z silnikiem bliźniaczym i 331.106 do 331.1122 dla pozostałych. Po zajęciu części Czechosłowacji przez Niemcy w 1938 roku, niemieckie koleje przejęły 19 lokomotyw, które weszły do służby pod numerami 54 108 do 54 126. Po wojnie lokomotywy serii 333.1 służyły w Czechosłowacji do 1964 roku. 
Trzy lokomotywy po I wojnie światowej przypadły Jugosławii, gdzie były używane pod numerami JDŽ 130-001 do 130-003. Po II wojnie światowej w Jugosławii znalazły się dwie polskie lokomotywy, które otrzymały numery JDŽ 130-001 i 002, lecz zostały zwrócone Polsce w 1949 roku.

## Opis
Parowóz towarowy o układzie osi 1'C, z kotłem na parę nasyconą, napędzany dwucylindrowym silnikiem sprzężonym (układ 1'C n2v) lub, w przypadku pierwszych 6 sztuk, silnikiem bliźniaczym (układ 1'C n2). Oceniany jako udany parowóz o prostej konstrukcji, z kotłem o dość dużej powierzchni ogrzewalnej. Ruszt miał powierzchnię 2,2 m². Pierwsze 12 lokomotyw miało kocioł z 203 płomieniówkami, o całkowitej powierzchni ogrzewalnej 148 m², lecz dalsze lokomotywy miały kocioł ze 199 płomieniówkami, o powierzchni ogrzewalnej 145,3 m². Sześć lokomotyw z silnikiem bliźniaczym i dwie pierwsze z silnikiem sprzężonym (nr 525-526) miały na kotle zbieralnik pary, za nim piasecznicę, a dalej przed budką drugi mniejszy zbieralnik pary. Pozostałe lokomotywy miały jeden zbieralnik pary, umieszczony za piasecznicą. Lokomotywy miały komin typu Prüssmann ze skośnie ściętą górną krawędzią i zamykany od góry klapą. 
Ostoja parowozu była wewnętrzna. Koła napędne miały średnicę 1400 mm, napędzana była druga oś wiązana. Parowóz mógł pokonywać łuki o promieniu 150 m. Z przodu parowóz miał oś toczną, początkowo w półwózku Bissela z nastawiaczem powrotnym (numery 525–551), w dalszych lokomotywach oś Adamsa bez nastawiacza powrotnego, w obu wypadkach o przesuwie na boki 40 mm. Osie wiązane nie były przesuwne, a stały rozstaw osi wynosił 3600 mm.
Silnik sprzężony miał średnice cylindrów 480 mm i 740 mm, silnik bliźniaczy - 460 mm. Parowóz miał mechanizm rozrządu Heusingera.